# Изопогон анемонолистный
Изопогон анемонолистный (лат. Isopogon anemonifolius) — кустарник, вид рода Изопогон (Isopogon) семейства Протейные (Proteaceae), эндемик восточной части Нового Южного Уэльса в Австралии. В природе встречается в лесах, открытых лесных массивах и пустошах на песчаниковых почвах. Кустарник достигает 1-2 м в высоту и, как правило, короче на открытых эвкалиптовых пустошах. Листья разделённые и узкие, но шире, чем у родственного Isopogon anethifolius, имеют лиловый оттенок в более прохладные месяцы. Жёлтые цветы появляются в конце весны или в начале лета. Плоды — круглые серые шишки с мелкими опушёнными семенами.
Это долгоживущее растение, достигающее возраста 60 лет, после лесных пожаров оно вырастает из особого утолщения у основания ствола, лигнотубера. Новые всходы появляются через год после пожара. Хотя образец этото вида был собран Даниэлем Соландером ещё в 1770 году, он был описан лишь в 1796 году Ричардом Солсбери. Было выделено несколько разновидностей, но в настоящее время ни одна из них не признана. Впервые I. anemonifolius был выращен в Великобритании в 1791 году. Кустарник легко выращивается в саду, предпочитая солнечные или частично затенённые места с песчаной почвой и хорошим дренажем.

## Ботаническое описание

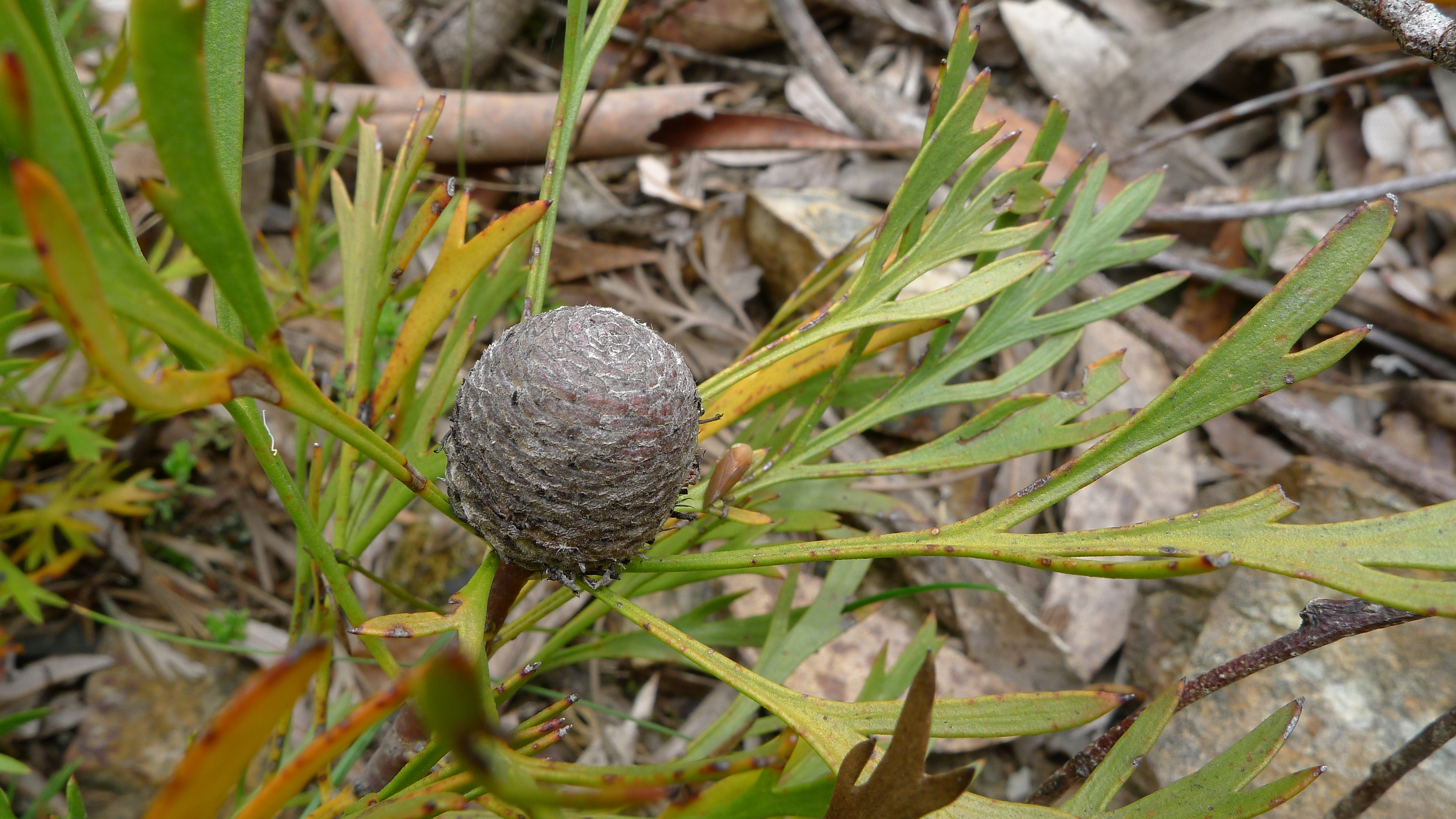
Зрелый плод

Isopogon anemonifolius — вечнозелёный древесный кустарник до 1-1,5 м в высоту, но не более 50 см на пустошах и прибрежных уступах. Листья имеют длину 5-11 см и делятся через 2-5 см на три сегмента, а затем часто раздваиваются вторично. Кончики листьев заострённые. Листья могут заметно варьировать на одиночных растениях, при этом некоторые листья нераздельны. Поверхность листьев обычно гладкая, но иногда покрыта тонкими волосками. Плоские листья этого вида отличаются от круглых в поперечном сечении листьев Isopogon anethifolius; они также шире: 3-5 мм в ширину по сравнению с 1 мм листьев I. anethifolius. Молодые побеги и листья I. anemonifolius могут краснеть от собственно красного до пурпурного цвета, особенно зимой. Шаровидные соцветия появляются в любое время с июля по январь, особенно в октябре. Они имеют диаметр 3-4 см и растут на концах ветвей или иногда в пазухах (возникают на коротких цветоносах). Отдельные цветки в среднем 1,2 см в длину. Это прямые бесстебельные структуры, возникающие из базальной чешуи. Околоцветник разделяется на четыре сегмента, обнажая тонкий столбик с рыльцем на конце. На концах четырёх сегментов околоцветника находятся мужские структуры, несущие пыльцу, известные как пыльники. Расположенные по спирали, цветы раскрываются снизу кверху. После этого развиваются плоды — круглые плодовые шишки диаметром 1-1,6 см. Орешки, несущие семена, мелкие — менее 4 мм в поперечнике — и покрыты волосками.

## Таксономия
Шведский естествоиспытатель Даниэль Соландер, собрав образец в заливе Ботани в 1770 году во время первого кругосветного плавания капитана Джеймса Кука, первым написал об этом виде. Он дал ему название Leucadendron apiifolium, но никогда официально не описывал его. Видовой эпитет указывает на сходство его листьев с сельдереем (Apium).
В 1796 году английский ботаник Ричард Солсбери опубликовал формальное описание вида по экземпляру, собранному в Порт-Джексоне (Сидней). Он дал ему название Protea anemonifolia, видовой эпитет — от латинских anemon, что означает анемон (Anemone) и folia, что означает «лист», подчеркивая сходство его листьев с листьями анемонов.
В 1799 году испанский ботаник Антонио Хосе Каванильес описал Protea tridactylides, позже идентифицированный как младший синоним Солсбери и английского садовода Джозефа Найта. Солсбери основал новый род Atylus в 1807 году, чтобы удалить этот и другие виды из Protea, но не создал для них подходящих комбинаций в новом роде. Своё нынешнее название вид получил в 1809 году, когда был переписан как Isopogon anemonefolius в противоречивой работе On the cultivation of the plants belonging to the natural order of Proteeae, опубликованной под именем Найта, но написанной Солсбери. Шотландский естествоиспытатель Роберт Броун написал о роде Isopogon, но Солсбери и Найт опубликовали свою работу раньше, чем Броун. Описание Броуна появилось в его статье On the natural order of plants called Proteaceae, впоследствии опубликованной как On the Proteaceae of Jussieu в Transactions of the Linnean Society в 1810 году.
В 1891 году немецкий ботаник Отто Кунце опубликовал Revisio generum plantarum как свой ответ на то, что он считал недостатком метода в существующей номенклатурной практике. Он возродил род Atylus на основании приоритета и правильно сделал комбинацию Atylus anemonifolius. Однако ревизионная программа Кунце не была принята большинством ботаников. В конце концов, род Isopogon был номенклатурно сохранён на Международном ботаническом конгрессе 1905 года.
Было описано несколько разновидностей, но они стали синонимами I. anemonifolius или признаны отдельными видами. Броун описал разновидности glaber, идентифицируемую по полностью гладким листьям и ветвям, и pubescens с листьями и ветвями, покрытыми тонкими бледно-серыми волосками, в 1830 году. Английский ботаник Джордж Бентам предварительно описал разновидность pubiflorus в своей работе 1870 года Flora Australiensis. Он предположил, что разновидность могла быть из Сиднея, и у неё был слегка опушённый околоцветник. Однако ни одна из этих разновидностей не признана отдельным таксоном. Австралийский ботаник из правительства Виктории Фердинанд фон Мюллер описал I. anemonifolius var. tenuifolius в 1870 году, ныне признанный отдельным видом I. prostratus. Австралийский ботаник Эдвин Чил описал forma simplicifolia в 1923 году из коллекций из окрестностей городов Маунт-Виктория и Хорнсби. Чил описал это растение как имеющее в основном простые листья по сравнению с типовой формой. Наконец, разновидность Чила ceratophylloides теперь является отдельным видом I. petiolaris.

## Распространение и местообитание

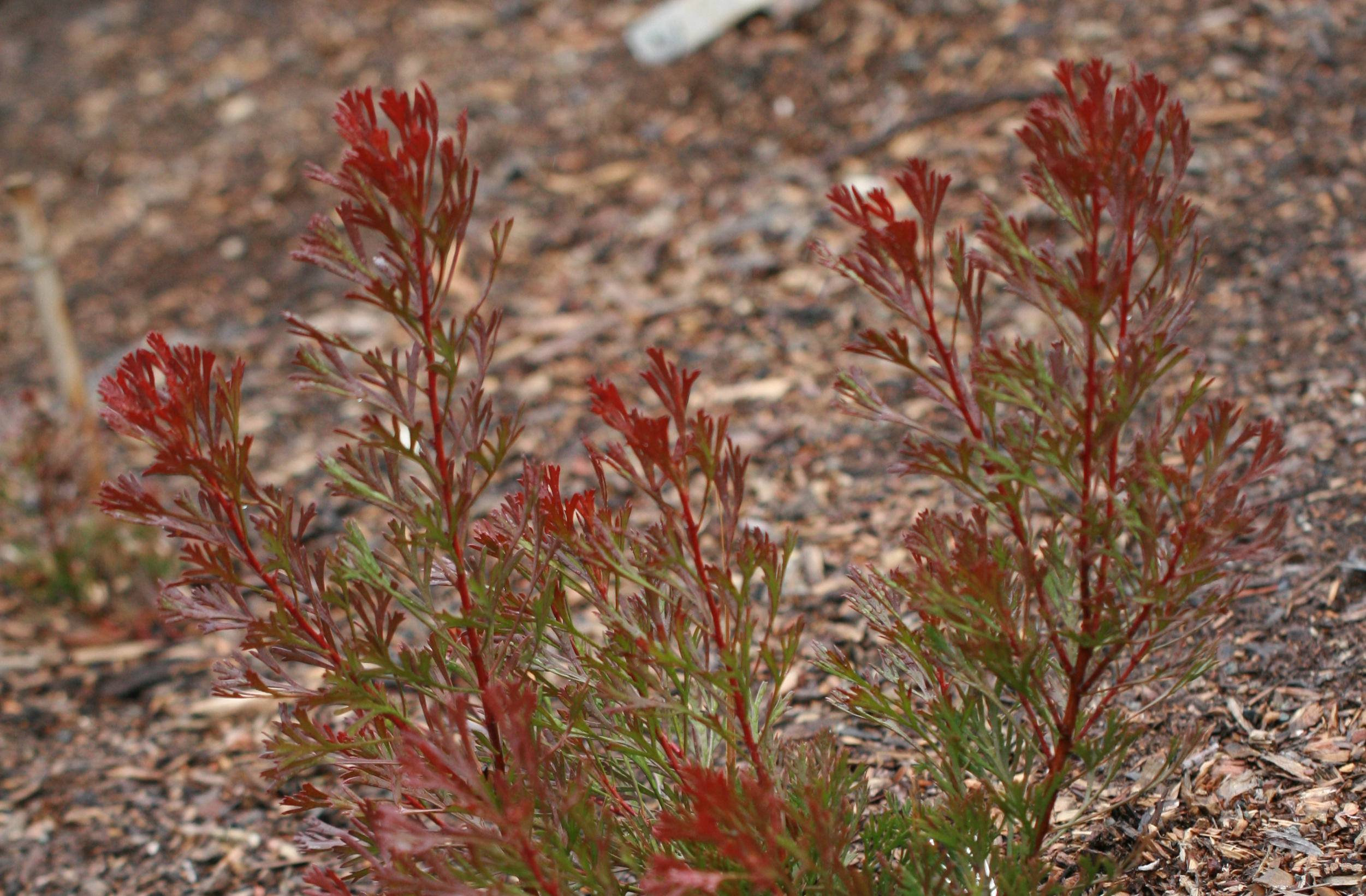
Зимняя форма листьев

Эндемик Австралии. Встречается вдоль восточного побережья Нового Южного Уэльса, от границы с Викторией почти до (и, возможно, достигая) Квинсленда. Чаще всего встречается между мысом Смоки и Улладуллой. В окрестностях Торрингтона в районе Новой Англии описана отдалённая популяция. В естественных условиях вид встречается на высоте от уровня моря до 1200 м на почвах из песчаника с низким содержанием питательных веществ на пустошах и в сухих склерофитовых лесах, особенно вдоль хребтов или вершин холмов. Типичные лесные деревья, с которыми он ассоциируется, включают Eucalyptus haemastoma и E. sclerophylla, E. conceniana, Corymbia eximia, C. gummifera и Angophora costata и растения, такие как Banksia oblongifolia, B. paludosa, Lambertia formosa, Petrophile pulchella, Kunzea ambigua, Allocasuarina torulosa и Hakea laevipes.

## Экология

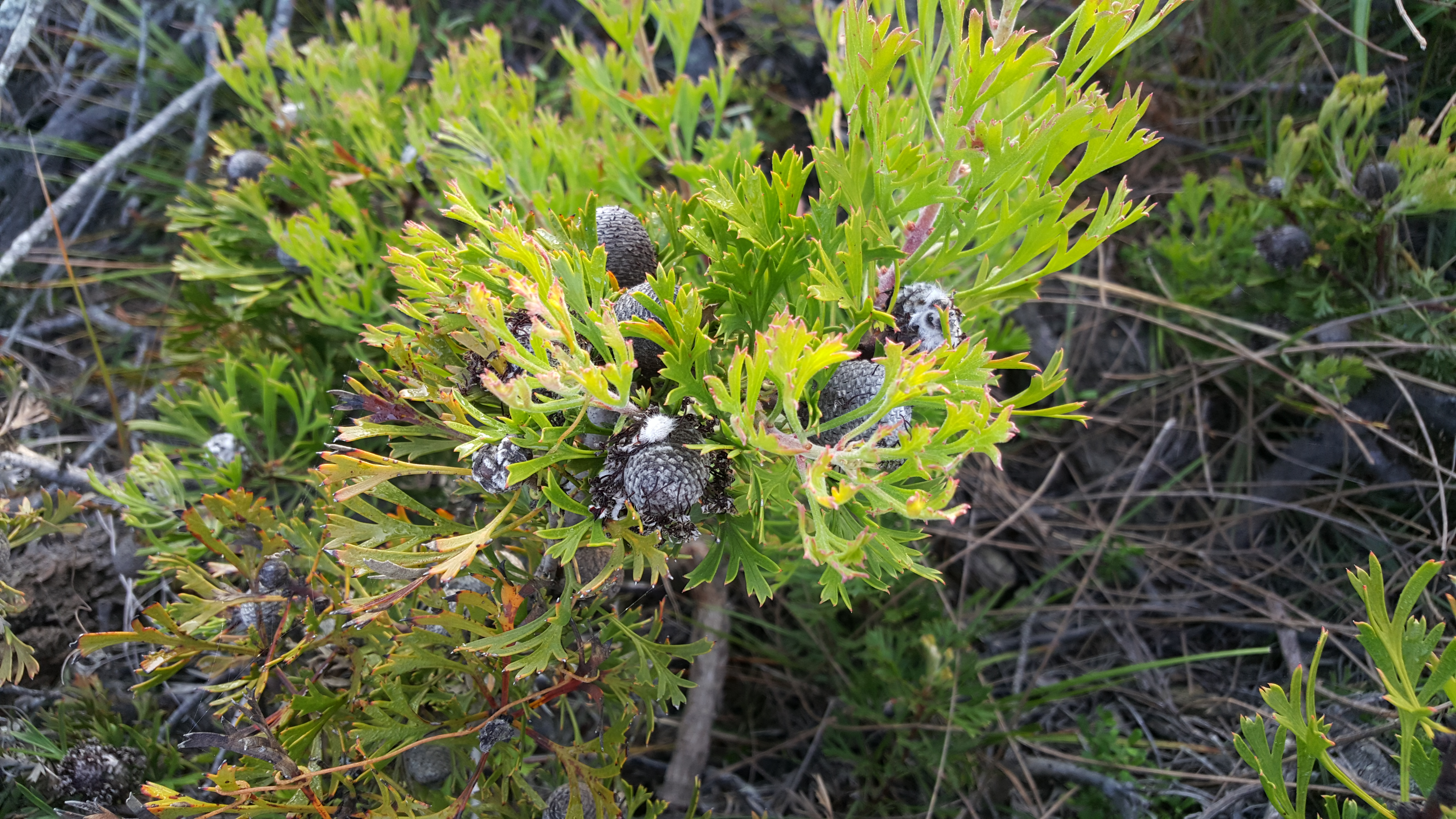
Опушённые плодовые головки — шишки — сохраняются на материнском растении до лесного пожара, который приводит к их раскрытию

I. anemonifolius — растение-долгожитель, продолжительность жизни вида составляет 60 лет. После того как лесной пожар уничтожает наружную часть куста, он вновь вырастает из древесной основы, известной как лигнотубер примерно через два месяца после пожара. Возникающий в результате новый кустарник цветёт через два года, хотя более старые растения с более крупными лигнотуберами могут зацвести быстрее. Растёт медленно; полевое исследование 1990 года в Национальном парке Брисбен-Уотер показало, что лигнотубер рос со скоростью 0,173 см на 1 см в год, давая лигнотубер диаметром около 1 см в возрасте 10 лет и 5 см в диаметре в возрасте 20 лет. Самые большие найденные лигнотуберы имели диаметр 40 см.
Растениям нужен лигнотубер диаметром 2 см, чтобы выжить при пожарах низкой интенсивности. Растения могут давать новые ростки после более интенсивных пожаров после достижения 15-летнего возраста. Семена у этого вида хранятся на растении в виде семенного фонда в старых плодах и высвобождаются, как правило, только после пожара. Большинство саженцев появляется в течение года после лесных пожаров, хотя в другое время молодые растения появляются очень редко. Банк семян наиболее продуктивен между 25 и 35 годами после предыдущего пожара. Семена падают прямо на землю или разносятся ветром на небольшое расстояние. Молодые растения зацветают примерно через семь лет после прорастания семян. Повторные периоды лесных пожаров продолжительностью менее 10 лет могут привести как к снижению выживаемости старых растений, так и к пополнению саженцев, что может привести к локальному исчезновению через 50 лет. Для стабильности популяции необходимы интервалы не менее 12-13 лет для пожаров низкой интенсивности и 15 лет для более горячих пожаров.
Пятнистость на листьях вызывается грибком Vizella. Цветочные почки могут быть повреждены долгоносиками.

## Охранный статус
Международный союз охраны природы классифицирует природоохранный статус вида как «вызывающий наименьшие опасения».

## Культивирование и сорта
Вид I. anemonifolius был впервые выращен в Великобритании в 1791 году. Джозеф Найт сообщал, что кустарник там зацвёл и дал семена. Обладая привлекательной листвой и ярко выраженными цветками и шишками, I. anemonifolius легко адаптируется к выращиванию; растения можно выращивать в альпинариях, в качестве бордюров или в качестве горшечных растений. Садовые растения могут быть разными, с вертикальными или раскидистыми кронами, а некоторые сохраняют естественную компактность без обрезки. Вид легко растёт на песчаной, хорошо дренированной почве в солнечном или частично затенённом месте. После укоренения его можно сильно обрезать.
Размножение осуществляется семенами или черенками от устойчивых побегов младше одного года. Семена можно собирать с шишек и хранить; их лучше всего сеять весной или осенью. Стебли и цветы остаются долговечными, если их поставить в воду. Цветы, шишки и листва используются в срезке цветов.
Существует несколько сортов. Сорт Изопогон «Woorikee 2000» — это отобранная карликовая форма I. anemonifolius, которую разводит Билл Молинье из питомника Austraflora в Виктории. Он дает обильные цветочные головки. Также существует ещё один карликовый сорт «Little Drumsticks».

Сорта Isopogon anemonifolius
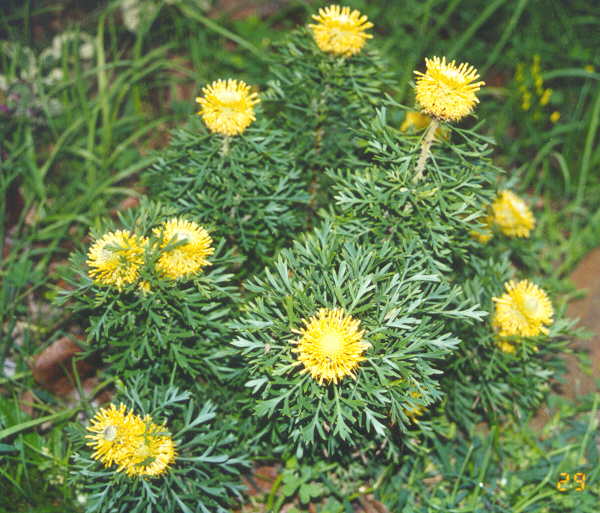
«Woorikee 2000»
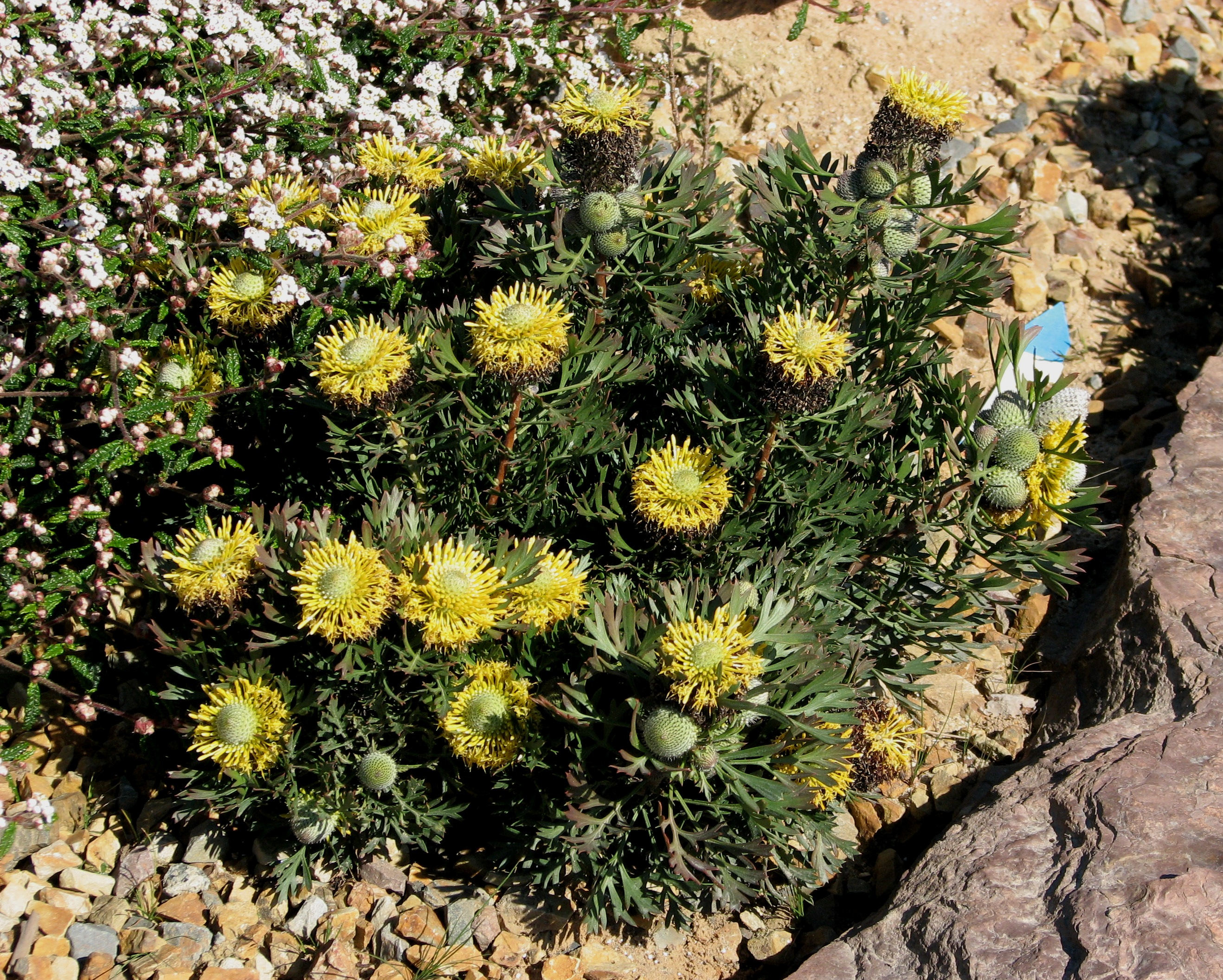
«Little Drumsticks»